# Маркевич Олександр Андрійович
Олекса́ндр Андрі́йович Марке́вич (9 квітня 1894, Троїцьке, Васильківський повіт, Київська губернія — 5 лютого 1978, Київ) — сліпий бандурист.

## Біографія
Народився 27 березня 1894 року за старим стилем, охрещений 20 квітня 1894 року в церкві Покрова Пресвятої Богородиці села Троцьке Васильківського повіту Київської губернії в родині дяка церкви Андрія Матвійовича Маркевича та його дружини Феони Пилипівни.
Навчався у кобзарів Антіна Митяя та Василя Потапенка. Виступав 1939—1941 у складі етнографічного ансамблю кобзарів. 1939 року брав участь у Республіканській нараді кобзарів.
Виконував українські народні пісні та думи, пісні на слова Тараса Шевченка, Степана Руданського, твори сучасних композиторів тощо.